# Nougzar Assatiani
Nougzar Platonovitch Assatiani (géorgien : ნუგზარ ასათიანი), né le 16 juillet 1937 à Koutaïssi, RSS de Géorgie, et mort le 2 avril 1992 à Tbilissi, Géorgie, est un escrimeur géorgien. Il a participé aux Jeux olympiques de 1960 et de 1964 sous les couleurs de l'Union Soviétique, remportant l'or par équipes aux jeux de Tokyo.

## Carrière
Assatiani connaît plusieurs médailles internationales avec l'équipe soviétique. Avant la consécration des Jeux de Tokyo en 1964, il obtient deux fois l'argent mondial en 1961 et 1963, les deux fois derrière l'équipe de Pologne, ainsi que le bronze en 1962. Après l'or olympique, l'équipe soviétique réalise le doublé en décrochant le titre mondial 1965. La dernière médaille par équipes d'Assatiani arrive l'année suivante aux championnats du monde 1966, une nouvelle fois d'argent, cette fois-ci obtenue derrière la Hongrie. 
En individuel, Assatiani a remporté le championnat soviétique en 1961. 

## Palmarès
- Jeux olympiques
  -  Médaille d'or par équipes aux Jeux olympiques de 1964 à Tokyo

- Championnats du monde d'escrime
  -  Médaille d'or par équipes aux championnats du monde d'escrime 1965 à Paris
  -  Médaille d'argent par équipes aux championnats du monde d'escrime 1966 à Moscou
  -  Médaille d'argent par équipes aux championnats du monde d'escrime 1963 à Danzig
  -  Médaille d'argent par équipes aux championnats du monde d'escrime 1961 à Turin
  -  Médaille de bronze par équipes aux championnats du monde d'escrime 1962 à Buenos Aires